# The Line, the Cross & the Curve
The Line, the Cross & the Curve – film muzyczny z 1993 roku, wyreżyserowany przez angielską piosenkarkę Kate Bush.
Kate Bush gra tutaj główną rolę dziewczyny, która zostaje namówiona przez pewną tajemniczą kobietę do założenia czerwonych bucików (w tej roli Miranda Richardson). Dziewczyna zakłada baletki, które okazują się zaczarowane. Przejmują kontrolę nad jej ruchami, bez przerwy tańcząc. Przenoszą dziewczynę do tajemniczej, psychodelicznej krainy.
Film jest formą musicalu. Użyto w nim część piosenek z The Red Shoes – płyty Kate Bush z 1993 roku. Fragmenty dzieła zostały użyte jako teledyski promocyjne do singlowych piosenek (lecz wideoklip "Eat the Music" różni się nieco od wersji filmowej). Film został wydany od razu na kasecie wideo i odniósł umiarkowany sukces.
Utwory użyte w filmie:
1. Rubberband Girl
2. And So Is Love
3. The Red Shoes
4. Lily
5. Moments of Pleasure
6. Eat the Music
7. The Red Shoes

Pomiędzy "Lily" i "Moments of Pleasure" pojawia się krótki instrumentalny fragment "The Red Shoes".